# Les Tortillards
Pour plus de détails, voir Fiche technique et Distribution.
Les Tortillards est un film français réalisé par Jean Bastia et sorti en 1960.

## Synopsis
Par amour pour Suzy, fille du directeur des grandes tournées Beauminet que poursuivent les huissiers, Gérard, le fils d'Émile Durand, créateur de la poudre insecticide « Cicéron », quitte sa famille pour suivre la troupe de théâtre dans ses tournées en tortillards et dans bien d'autres moyens de transports entre les villages où ont lieu les spectacles. Peu à peu, tous les membres de la famille Durand, y compris l'irascible Émile, seront conquis par la fantaisie et la bonne humeur de la troupe et feront même leurs débuts dans les grandes pièces du répertoire adaptées par « l'illustre Beauminet ».

## Fiche technique
- Titre : Les Tortillards
- Titres secondaires : Les Tortillards sont là et Après nous les mouches[1]
- Réalisation : Jean Bastia
- Scénario : Jean Bastia, Pascal Bastia
- Adaptation : Guy Lionel, Pascal et Jean Bastia
- Dialogues : Guy Lionel, Pascal Bastia
- Assistants réalisateur : Alain Roux, Georges Roulleau
- Images : Jacques Klein, assisté de R. Allyel, J. Lacourie, C. Haure
- Musique : Louiguy (Éditions Impéria)
- Décors : Claude Renoir, Claude Bouxin, assistés de Raymond Tournon, G. Lecœur
- Son : André Louis, assisté de J. Bareille, R. de Louvrier
- Montage : Suzanne de Troeye, assistée de Raymonde Guyot
- Script-girl : Cécilia Malbois
- Maquillage : Loulou Broyard, Charly Koubesserian
- Coiffures : Loulou Broyard
- Régisseur général : Louis Manella, assisté de F. Villeneuve, E. Tertza
- Régisseur ensemblier : Pierre Vouillon
- Accessoiriste : Louis Charpeau
- Habilleuse : Nanda Belloni
- Tournage dans les studios de Paris-Studio-Cinéma
- Tirage : laboratoire Eclair - Enregistrement sonore Westrex
- Directeur de production : Louis Mannella
- Producteur délégué : Edgar Roulleau
- Production : Horizons Cinématographiques (France)
- Pays :  France
- Pellicule 35 mm, noir et blanc
- Durée : 92 min
- Genre : Comédie
- Date de sortie : 
  - France - 30 décembre 1960
- Visa d'exploitation : 23467

## Distribution
- Louis de Funès : Émile Durand, créateur de la poudre insecticide « Cicéron »
- Danièle Lebrun : Suzy Beauminet, la fille de César
- Jean Richard : César Beauminet, directeur de la troupe théâtrale
- Roger Pierre : Gérard Durand, le fils d'Emile
- Madeleine Barbulée : Adélaïde Benoit, la tante de Gérard
- Jeanne Helly : Marguerite Durand, la femme d'Émile
- Annick Tanguy : Fanny Raymond, la compagne de César
- Robert Rollis : Ernest, un homme de la troupe
- Billy Bourbon : Albert Albert, l'acrobate de la troupe
- Max Desrau : « Pépé », le peintre de la troupe
- Christian Marin : Léon, le collaborateur d'Émile
- Nono Zammit : Paulo, l'accessoiriste
- Robert Destain : le directeur de la salle de spectacle, casino
- Max Martel : un paysan du train
- André Dalibert : M. Grandchamps, un paysan du train
- Pierre Mirat : un paysan du train
- Albert Michel : le garde-champêtre
- Charles Bouillaud : le maire du village et auteur de la pièce
- Jean Sylvain : le concierge
- René Hell : l'annonceur du spectacle
- Alain Roulleau : Robert, le jeune garçon du train
- Mario David : l'automobiliste
- Jean Berton : M. Laporte, huissier
- Fransined : le machiniste de la salle
- Franck Maurice : un spectateur au théâtre
- Nicky Valor : Céline Valmont, une femme de la troupe
- Louisette Rousseau : la concierge
- Max Elloy : M. Bonfils, l'huissier qui « n'[a] pratiqué aucune saisie »
- Roger Lecuyer : le préfet qui inaugure la salle des fêtes
- Jean-Marie Bon
- Marcel Loche
- Marcelle Fery
- Léna Buoli
- Anna Rey